# 国道48号

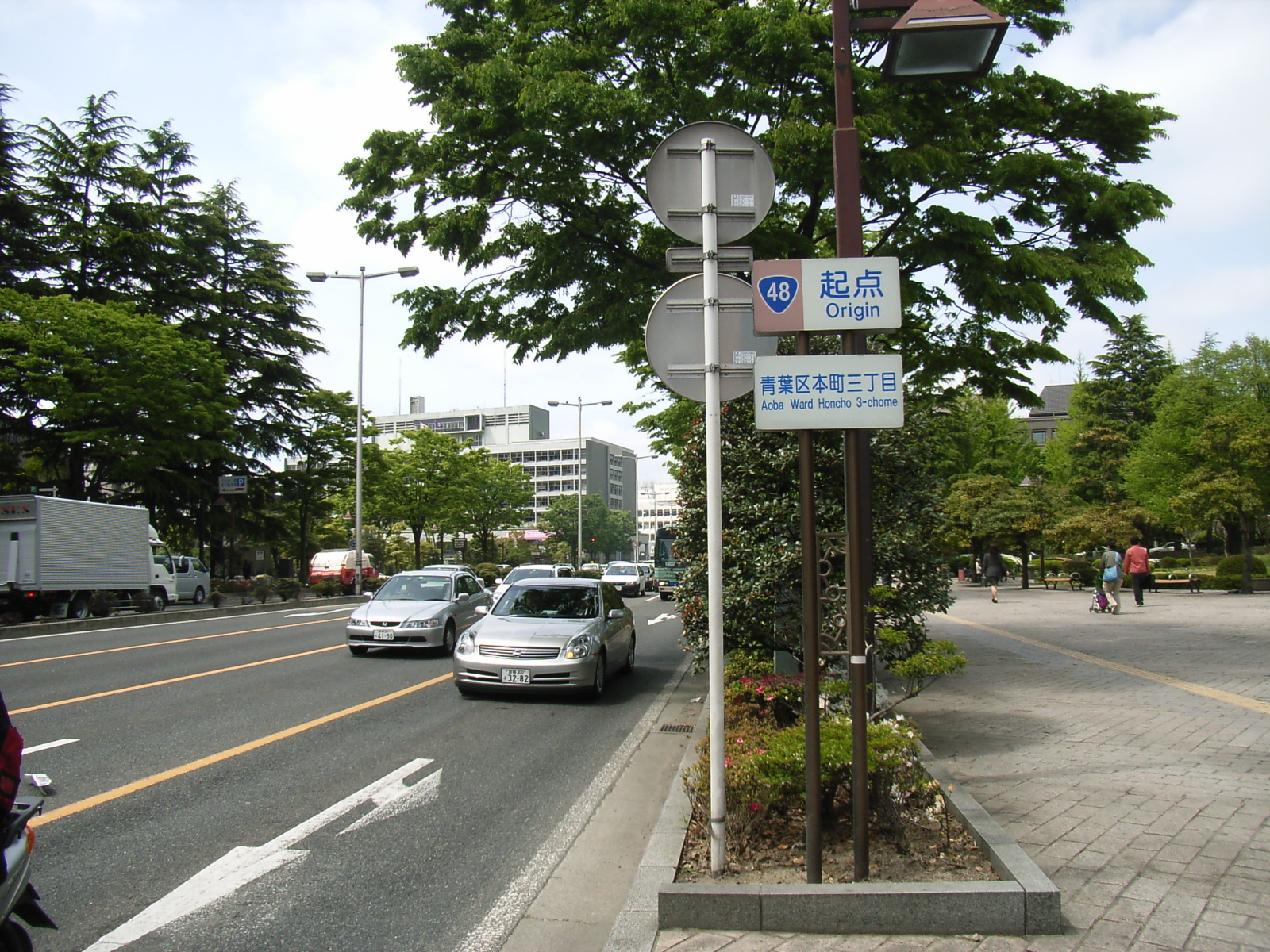
仙台市の中心にある起点（2005年5月、現在は撤去）

国道48号（こくどう48ごう）は、宮城県仙台市青葉区から山形県山形市に至る一般国道である。

## 概要
山形県側が関山街道、宮城県側が作並街道と呼ばれる。
仙台と山形を結ぶ歴史的な道路としてはほかに、南回りの国道286号（笹谷街道、山形自動車道が並走）、今ではあまり使われない二口林道（二口街道）があり、国道48号は3つの経路のうちもっとも北を通る。峠部は山形県村山地方と宮城県を結ぶ道路のなかでは、唯一、冬季間閉鎖がなく、かつ無料で通行できる。

### 路線データ
一般国道の路線を指定する政令に基づく起終点および重要な経過地は次のとおり。
- 起点：仙台市（青葉区本町、東二番丁定禅寺通交差点[注釈 2] = 国道45号・国道286号起点）
- 終点：山形市（飯田交差点 = 国道13号上、国道112号起点）
- 重要な経過地：東根市、天童市
- 総延長 : 75.9 km（仙台市 34.7 km、山形県 41.2 km）重用延長を含む。[3][注釈 3]
- 重用延長 : 21.9 km（仙台市 - km、山形県 21.9 km）[3][注釈 3]
- 未供用延長 : なし[3][注釈 3]
- 実延長 : 54.0 km（仙台市 34.7 km、山形県 19.3 km）[3][注釈 3]
  - 現道 : 54.0 km（仙台市 34.7 km、山形県 19.3 km）[3][注釈 3]
  - 旧道 : なし[3][注釈 3]
  - 新道 : なし[3][注釈 3]
- 指定区間：仙台市青葉区大町2丁目13番12[4] - 山形市飯田西4丁目441番5[5]

## 歴史
関山峠を越えて東西に通じる道は古くから使われていた。東半分は江戸時代に仙台藩領で、仙台藩が江戸時代の初期に仙台からみた「西道」として整備し、作並宿・熊ケ根宿・愛子宿を置いた。また藩境付近に坂下境目番所、作並宿に作並番所を置いて警備の兵を置いた。通行はあったが、難所の関山峠で運送に馬を用いることができず、運輸では南回りの笹谷街道の方が主であった。
明治時代にこの街道は、関山街道と呼ばれ、そのうち宮城県側が作並街道と呼ばれた。明治時代初めに山形県令になった三島通庸は、土木建設を推し進め、関山街道の整備をその重点とした。街道整備の中で最大の事業は、県境を通す関山トンネルの建設であった。当初は、あまりにも多額の建設費であったため、政府に建設を却下されたが、福島に視察にやってきた伊藤博文に直訴し、現地を視察させた上でようやく工事が許可されることとなった。

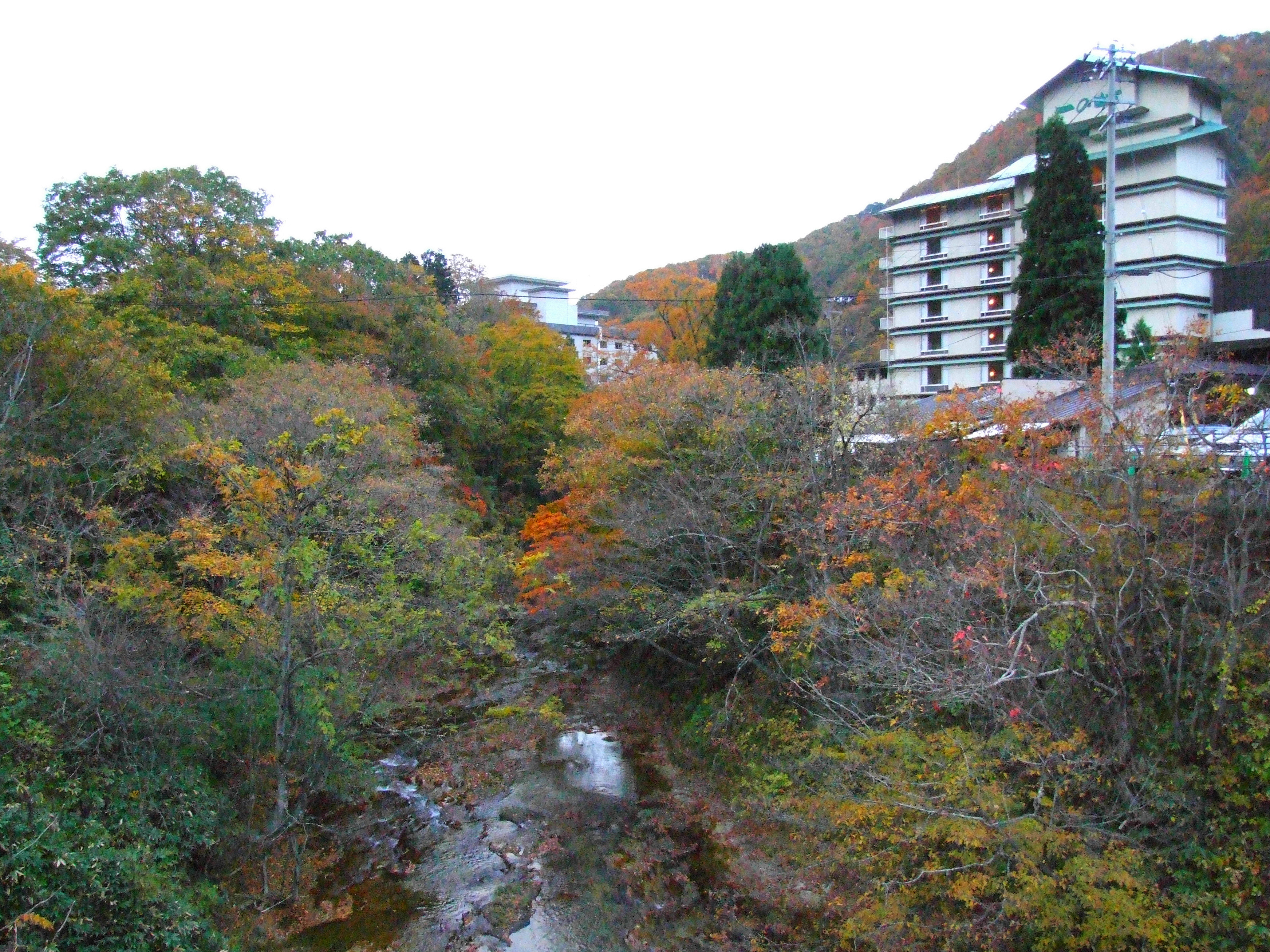
作並宿・作並温泉
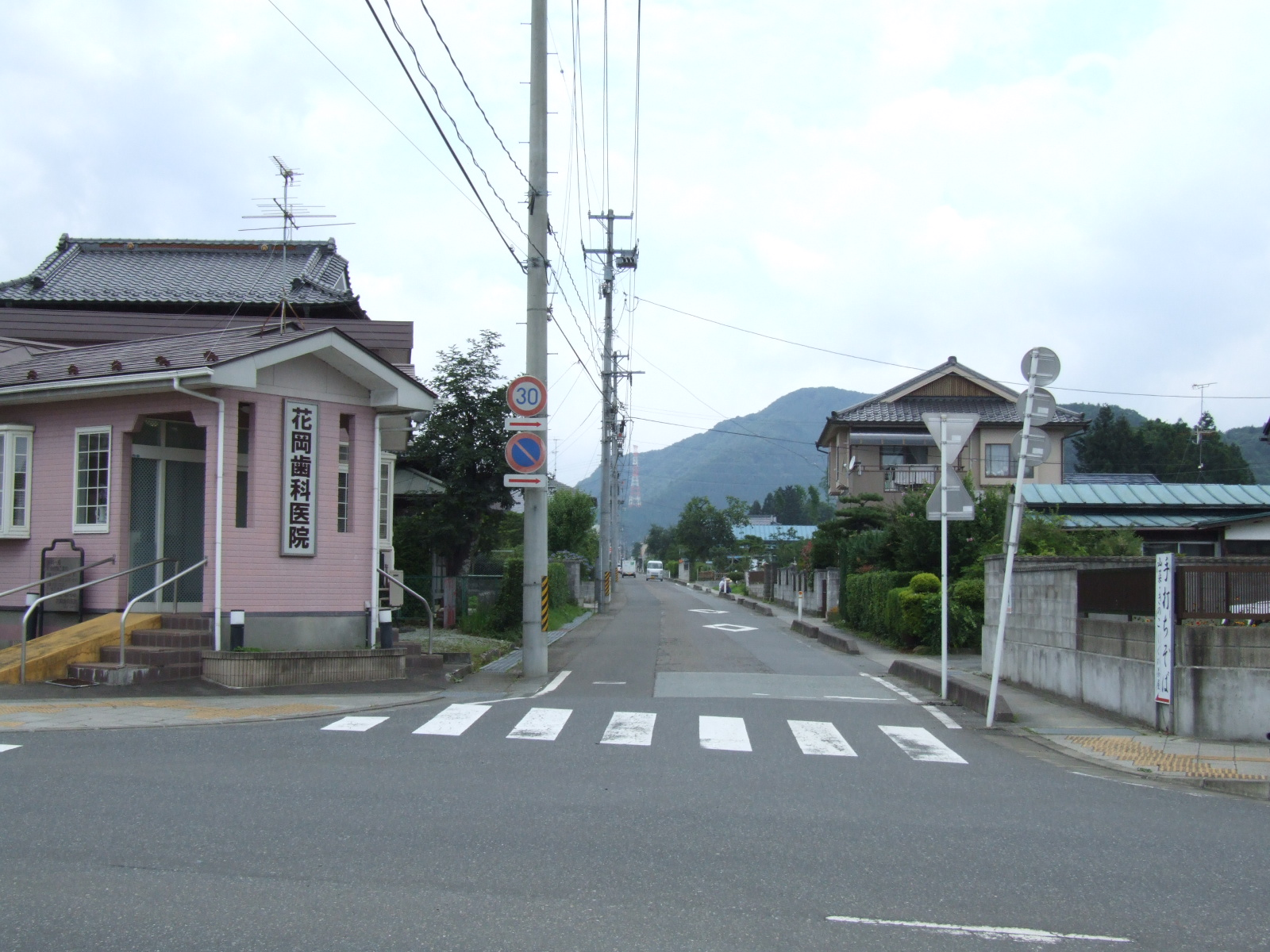
熊ケ根宿
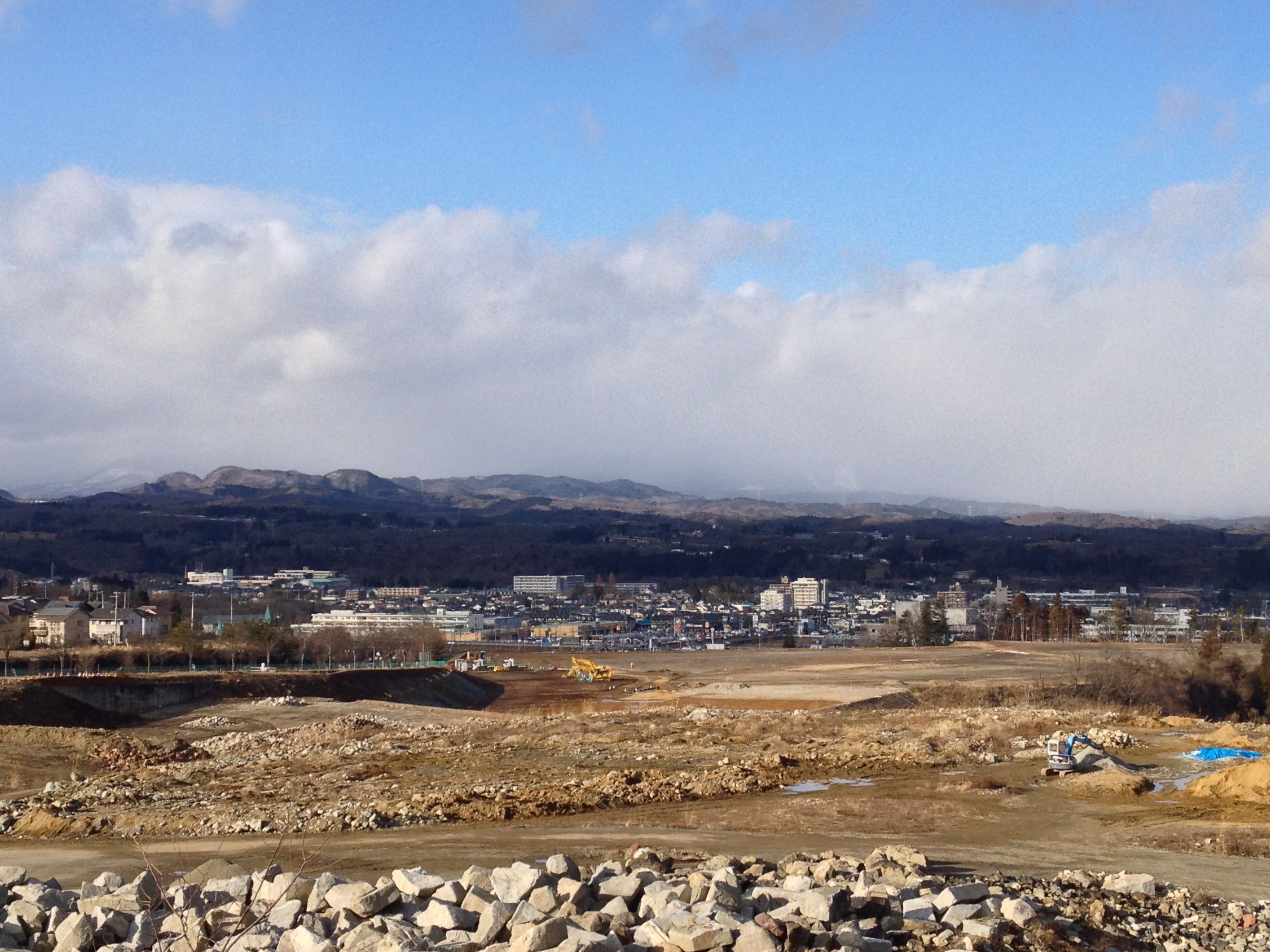
愛子宿・愛子盆地

1880年（明治13年）に起工し、途中、火薬の爆発事故 (参照) で多くの犠牲者を出しながら、1882年（明治15年）11月3日に落成式を挙げた。工事が終わると関山街道は山形と仙台を結ぶ主要道となり、人と馬と馬車が行きかった。特に、馬車による物資の大量輸送が可能となった効果は大きく、横浜港から塩釜港まで汽船で運ばれた「汽船荷」を関山峠を越えて運べるようになったことは、最上川舟運衰退の端緒となった。仙台駅まで東北本線が延び、山形にまだ敷かれていない1887年（明治20年）から1901年（明治34年）の時期が最盛期だったが、山形駅まで奥羽本線が開通すると急激に衰退した。
1920年（大正9年）4月1日に、宮城県側の大町4丁目から山形県境までが宮城県道仙台楯岡線に指定された。同年に仙台と作並温泉の間にバスが運行するようになった。自動車交通が広まりはじめたこの頃から、この道路は再び重要性を増しはじめた。しかし、砂利道で、関山峠付近は道が曲がりくねり、県境を自動車で越えるには難しい道であった。
1953年（昭和28年）に県道から国道に昇格した。国は自動車交通量の増加に対応するために道路の整備を進め、1953年に湯渡戸橋を架け替え、1954年（昭和29年）には野川橋の代わりとなる熊ヶ根橋を架けた。
1963年（昭和38年）から再び改築が始まり、1968年（昭和43年）10月に今までのトンネルの北に新関山トンネルが開通したことで、両県を結ぶ自動車の往来が増え、トラックの通行が多くなった。また、仙台市郊外で住宅地が造成され、通勤者の自動車で渋滞が深刻になったため、愛子バイパスと仙台西道路が作られた。また、前述にあるとおり山形県を結ぶ幹線道路としての役割を果たしており大型車両の通行量も多いことから、最近では狭隘部分や山間部での線形改良工事も断続的に行われており、2001年（平成13年）から熊ヶ根橋の改良工事が約4年にわたって行われたほか、作並地区においても改良工事が行われている。

### 年表
- 1880年（明治13年）
  - 8月27日 - 宮城県宮城郡作並村で字水上沢隧道より字大伊瀬沢までの工事を開始[8]。
  - 11月3日 - 作並村字日向より作並駅（鉄道駅でなく宿駅）入口までの工事開始。
- 1882年（明治15年） - 関山街道開通
- 1920年（大正9年）4月1日 - 宮城県道に指定。
- 1953年（昭和28年）5月18日 - 二級国道110号仙台山形線（宮城県仙台市 - 山形県山形市）に指定。
- 1963年（昭和38年）4月1日 - 二級国道110号が、一級国道48号（宮城県仙台市 - 山形県山形市）に昇格。これにより110号は欠番になった。
- 1965年（昭和40年）4月1日 - 一般国道48号（宮城県仙台市 - 山形県山形市）に指定。
- 1983年（昭和58年）5月14日 - 仙台西道路が供用開始。
- 2016年（平成28年）4月1日 - 仙台市青葉区本町3丁目 - 同市青葉区折立4丁目の現道が、国から仙台市に移管。同市青葉区本町3丁目 - 同市青葉区大町2丁目の区間が仙台市管理で区域追加[4]。これにより仙台西道路が国道48号の本線となる。

### かつて指定されていた道路
- 仙台市道5214号石山竜沢線 全線：1965年道路改良により降格
- 仙台市道1509号折立1号線 全線：1993年3月23日愛子バイパス開通により降格
- 仙台市道5882号下愛子原落合線 全線：1993年3月23日愛子バイパス開通により降格
- 国道457号 落合一丁目 - 上愛子字北内：1993年3月23日愛子バイパス開通により市道に降格後、1993年4月1日国道457号の一部として指定
- 仙台市道5268号蛇台原線 全線：1965年7月1日仙山線の踏切を立体交差化への道路改良により降格
- 仙台市道5272号街道第2線 全線：1965年7月1日仙山線の踏切を立体交差化への道路改良により降格
- 仙台市道5427号白沢熊ヶ根線 全線：1965年3月23日熊ヶ根橋開通により降格
- 宮城県道31号仙台村田線 木町通二丁目 - 折立四丁目：2016年4月1日 国から仙台市に移管に伴い降格[4]
- 宮城県道22号仙台泉線 本町三丁目 - 木町通二丁目：2016年4月1日 国から仙台市に移管に伴い降格[4]

## 路線状況

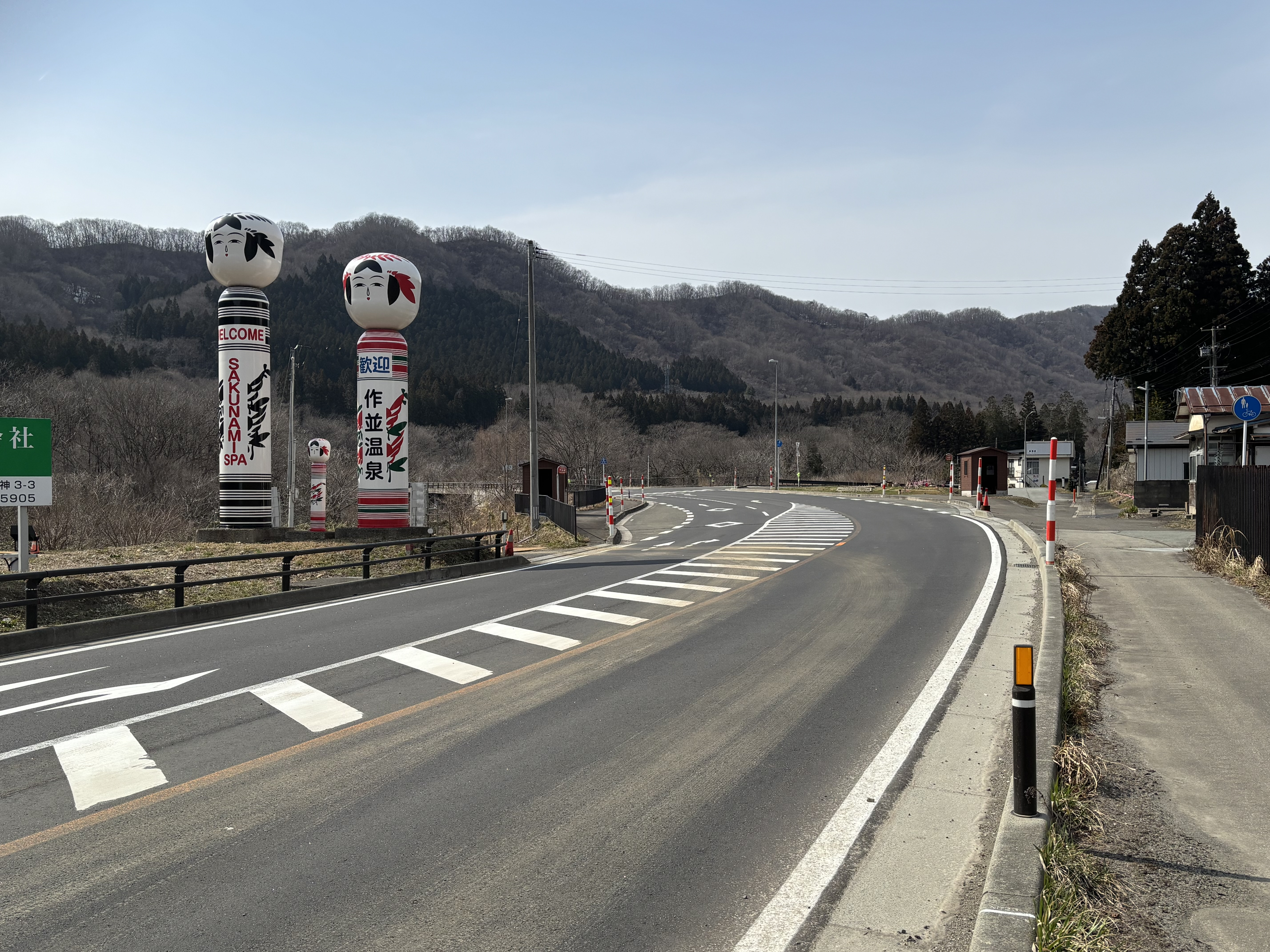
青葉区作並における国道48号

### 別名
- 東二番丁通（仙台市街の一部）
- 広瀬通（仙台市街の一部）
- 作並街道（宮城県側）
- 関山街道（山形県側）

### バイパス
- 仙台西道路（自動車専用道路）
- 愛子バイパス
- 山形バイパス

### 重複区間
- 国道286号（宮城県仙台市青葉区本町3丁目・東二番丁定禅寺通交差点（起点） - 仙台市青葉区一番町3丁目[4]）
- 国道457号（宮城県仙台市青葉区上愛子字北内 - 仙台市青葉区上愛子字白沢）
- 国道13号（山形県天童市・久野本交差点 - 山形市・飯田交差点（終点））

### 道の駅
- 山形県
  - 天童温泉（天童市）

### 橋梁
- 宮城県
  - 仲の瀬橋
  - 愛子跨線橋
  - 熊ヶ根橋
  - 鳳鳴跨線橋
  - 相生橋
  - 湯渡戸橋
- 山形県
  - 本郷橋
  - 新原崎橋
  - 天童大橋
  - 楯山橋
  - 楯山跨線橋
  - 山形大橋

## 地理

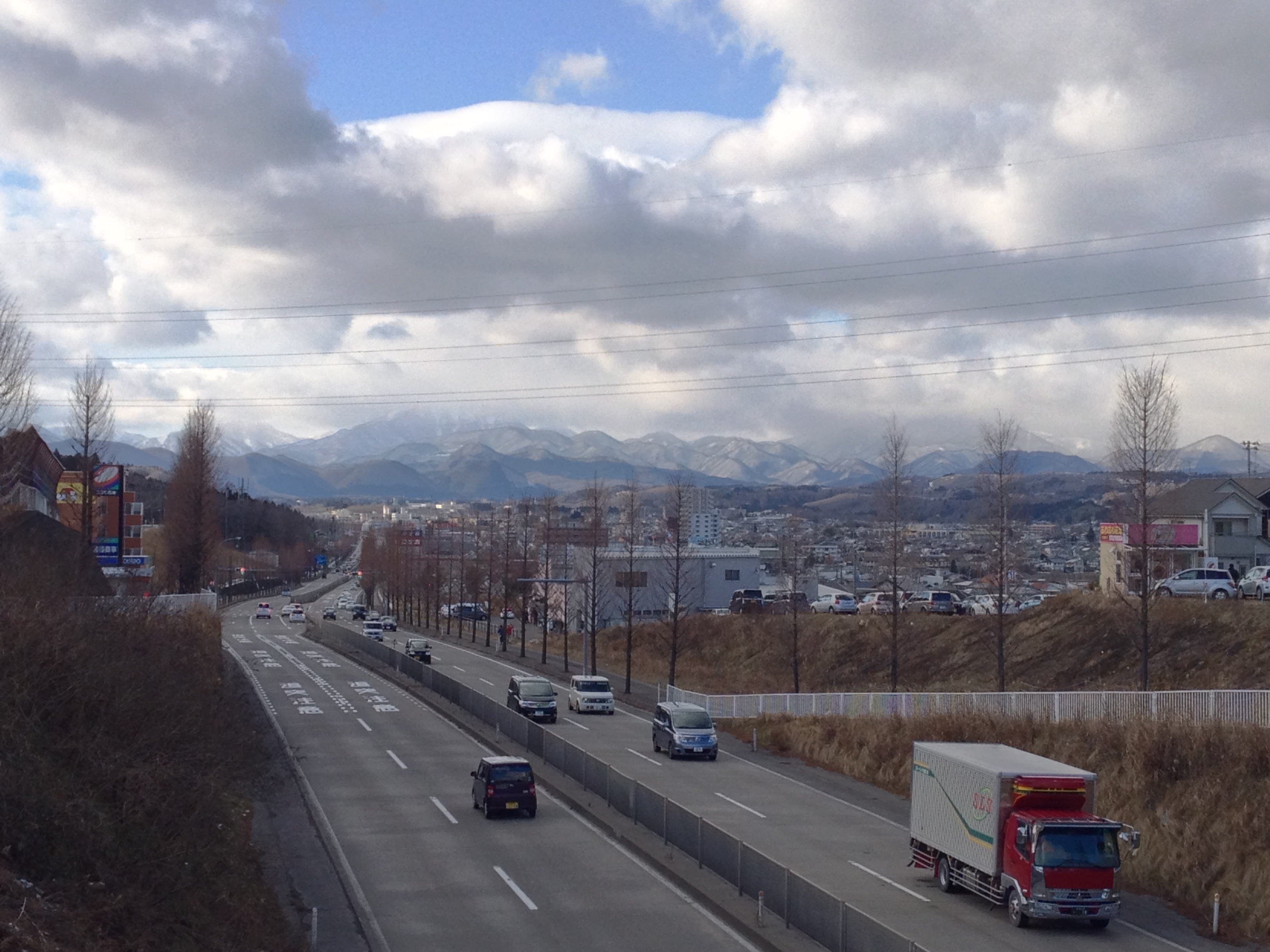
仙台市青葉区愛子地区（2014年1月）

### 通過する自治体
- 宮城県
  - 仙台市（青葉区）
- 山形県
  - 東根市 - 天童市 - 山形市

### 交差する道路
- 宮城県
  - 国道45号・国道286号（仙台市青葉区・東二番丁定禅寺通交差点）
  - E4 東北自動車道 仙台宮城IC（仙台市青葉区〈仙台西道路〉）
  - 国道457号（仙台市青葉区上愛子字北内 -（重複）- 仙台市青葉区上愛子字白沢）
- 山形県
  - 国道13号（天童市・久野本交差点 - 山形市・飯田交差点終点）
  - E48 山形自動車道 山形北IC（山形市）
  - 国道286号（山形市松山三丁目）
  - 国道112号（山形市・飯田交差点終点）

### 主な峠
- 関山峠（標高510m）：宮城県仙台市青葉区 - 山形県東根市